# Bevisteori
Bevisteori är en gren av matematisk logik som representerar bevis som matematiska objekt i sig, vilket underlättar analys av dem med matematiska tekniker. Bevis beskrivs vanligtvis som induktivt definierade datastrukturer, som konstrueras enligt det logiska systemets axiom och härledningsregler. 